# Formozotroctes toulgoeti
Formozotroctes toulgoeti – gatunek chrząszcza z rodziny kózkowatych i podrodziny zgrzypikowych. Jedyny przedstawiciel rodzaju Formozotroctes.

## Zasięg występowania
Ameryka Południowa, znany z Gujany Francuskiej.